# Eupelops brevipilus
Eupelops brevipilus är en kvalsterart som först beskrevs av Arthur P. Jacot 1937.  Eupelops brevipilus ingår i släktet Eupelops och familjen Phenopelopidae. Inga underarter finns listade i Catalogue of Life.